# Peperomia remyi
Peperomia remyi är en pepparväxtart som beskrevs av C. Dc.. Peperomia remyi ingår i släktet peperomior, och familjen pepparväxter. Inga underarter finns listade i Catalogue of Life.